# Club Sol de América
Club Sol de América is een Paraguayaanse voetbalclub uit Villa Elisa. De club werd opgericht op 22 maart 1909. De thuiswedstrijden worden in het Estadio Luis Alfonso Giagni gespeeld, dat plaats biedt aan 5.000 toeschouwers. De clubkleuren zijn blauw-wit.

## Erelijst
Nationaal
- Liga Paraguaya
  - Winnaar: 1986, 1991
- Tweede Divisie
  - Winnaar: 1965, 1977, 2006
- Torneo República
  - Winnaar: 1988

## Eindklasseringen
| Seizoen | A/C | №  | Clubs | Divisie        | Duels | Winst | Gelijk | Verlies | Doelsaldo | Punten |
| ------- | --- | -- | ----- | -------------- | ----- | ----- | ------ | ------- | --------- | ------ |
| 2008    | A   | 6  | 12    | Liga Paraguaya | 22    | 8     | 3      | 11      | 40–39     | 27     |
| 2008    | C   | 3  | 12    | Liga Paraguaya | 22    | 11    | 3      | 8       | 37–30     | 36     |
| 2009    | A   | 9  | 12    | Liga Paraguaya | 22    | 6     | 7      | 9       | 21–30     | 25     |
| 2009    | C   | 9  | 12    | Liga Paraguaya | 22    | 7     | 4      | 11      | 25–30     | 25     |
| 2010    | A   | 8  | 12    | Liga Paraguaya | 22    | 7     | 4      | 11      | 27–39     | 25     |
| 2010    | C   | 9  | 12    | Liga Paraguaya | 22    | 5     | 5      | 12      | 20–28     | 20     |
| 2011    | A   | 10 | 12    | Liga Paraguaya | 22    | 5     | 6      | 11      | 21–33     | 21     |
| 2011    | C   | 7  | 12    | Liga Paraguaya | 22    | 7     | 7      | 8       | 27–30     | 28     |
| 2012    | A   | 4  | 12    | Liga Paraguaya | 22    | 11    | 2      | 9       | 38–27     | 35     |
| 2012    | C   | 8  | 12    | Liga Paraguaya | 22    | 5     | 10     | 7       | 24–26     | 25     |
| 2013    | A   | 6  | 12    | Liga Paraguaya | 22    | 7     | 8      | 7       | 30–34     | 29     |
| 2013    | C   | 11 | 12    | Liga Paraguaya | 22    | 4     | 5      | 13      | 24–43     | 17     |
| 2014    | A   | 5  | 12    | Liga Paraguaya | 22    | 7     | 10     | 5       | 36–31     | 31     |
| 2014    | C   | 9  | 12    | Liga Paraguaya | 22    | 6     | 6      | 10      | 24–32     | 24     |
| 2015    | A   | 6  | 12    | Liga Paraguaya | 22    | 8     | 7      | 7       | 26–26     | 31     |
| 2015    | C   | 6  | 12    | Liga Paraguaya | 22    | 7     | 5      | 10      | 35–35     | 26     |
| 2016    | A   | 3  | 12    | Liga Paraguaya | 22    | 9     | 8      | 5       | 41–36     | 35     |
| 2016    | C   | 7  | 12    | Liga Paraguaya | 22    | 7     | 7      | 8       | 32–34     | 28     |

## Bekende (oud-)spelers
- Carlos Bonet
- Justo Villar
- Dante López
- Luis Cristaldo

## Bekende (ex-)trainers
- Ferenc Puskás